# Přestavlky (kraj pardubicki)
Přestavlky – gmina w Czechach, w powiecie Chrudim, w kraju pardubickim. Według danych z dnia 1 stycznia 2014 liczyła 226 mieszkańców.